# Are You Dead Yet?
Albums de Children of Bodom
Hate Crew Deathroll
(2003) Chaos Ridden Years - Stockholm Knockout Live
(2006)
Are You Dead Yet? (« Êtes-vous déjà mort ? » en français) est le cinquième album studio du groupe de death metal mélodique Children of Bodom, sorti le 14 septembre 2005 en Finlande et le 19 septembre 2005 dans le reste du monde. L'album est sorti sous le label Century Media Records. Il s'agit du premier album dans lequel le guitariste Roope Latvala joue, à la suite du départ de Alexander Kuoppala.
Cet album marque une certaine rupture par rapport au reste de la discographie de Children of Bodom car les influences power metal, très présentes dans les albums précédents, se font plus rares dans Are You Dead Yet?. Il existe trois versions limitées de l'album contenant chacune une reprise d'un artiste ou d'un groupe ayant influencé Children of Bodom.

## Production
Are You Dead Yet? est le second album de Children of Bodom présentant deux simples. Trashed, Lost & Strungout est commercialisé sous format EP et en single en 2004, et In Your Face est commercialisé en août 2005 peu avant la parution de l'album. Le titre If You Want Peace... Prepare for War est la traduction en anglais de l'adage latin Si vis pacem, para bellum et est le vidéoclip du jeu vidéo Guitar Hero : Warriors of Rock. Le vidéoclip de Are You Dead Yet? est tourné au Tavastia Club d'Helsinki, en Finlande le 13 février 2006. Le reste du tournage est effectué aux États-Unis. Le clip est diffusé pour la première fois dans l'émission Headbangers Ball sur MTV le 16 mars 2006. En 2005, le titre atteint la 485e place au classement The 500 Greatest Rock & Metal Albums of All Time du magazine Rock Hard.

## Liste des pistes
| No | Titre                              | Durée |
| -- | ---------------------------------- | ----- |
| 1. | Living Dead Beat                   | 5:19  |
| 2. | Are You Dead Yet?                  | 3:54  |
| 3. | If You Want Peace… Prepare for War | 3:57  |
| 4. | Punch Me I Bleed                   | 4:51  |
| 5. | In Your Face                       | 4:16  |
| 6. | Next in Line                       | 4:19  |
| 7. | Bastards of Bodom                  | 3:29  |
| 8. | Trashed, Lost & Strungout          | 4:01  |
| 9. | We're Not Gonna Fall               | 3:18  |

| 10. | Oops!... I Did It Again (feat. Jonna Kosonen) (Reprise de Britney Spears) |  |
| 11. | Talk Dirty to Me (Reprise de Poison)                                      |  |

| 10. | Somebody Put Something in My Drink (Reprise des Ramones) |  |

| 10. | Rebel Yell (Reprise de Billy Idol) |  |

## Crédits
- Alexi Laiho - chant/guitare
- Roope Latvala - guitare rythmique
- Janne Wirman - clavier
- Henkka Seppälä - basse
- Jaska Raatikainen - percussion